# Wielosiarczki

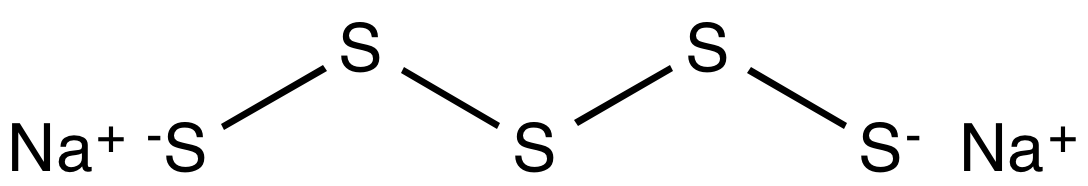
Przykładowy wielosiarczek: pentasiarczek disodu, Na_{2}S_{5}

Wielosiarczki (nadsiarczki) – grupa związków chemicznych, soli kwasów wielosiarkowodorowych. Zawierają aniony o wzorze S2−n (n = 2–8), charakteryzujące się budową liniową: −SSn−2S−. Termin nadsiarczki często stosuje się tylko w odniesieniu do disiarczków, zawierających jon S2−2.

## Wielosiarczki jako sole
Wielosiarczki uzyskuje się przez rozpuszczenie siarki w roztworach siarczków amonu, metali alkalicznych i metali ziem alkalicznych, np.:
Na
2S + S → Na
2S
2
Na
2S + 5S → Na
2S
6
Inną metodą otrzymywania wielosiarczków jest utlenianie siarczków:
4Na
2S + O
2 + 2H
2O → 2Na
2S
2 + 4NaOH
Roztwory wielosiarczków mają barwę żółtą. Wielosiarczki ulegają łatwo rozkładowi z wydzieleniem siarkowodoru i siarki, szczególnie w warunkach zasadowych. Z roztworów kwaśnych można wyizolować nietrwałe wielosiarczki wodoru, np. H
2S
2, H
2S
3, H
2S
4.
Znane są także wielosiarczki, w których rolę kationu pełni związek organiczny, np. N-metyloimidazol.
Wielosiarczki wykorzystuje się do produkcji barwników oraz w garbarstwie. Wielosiarczek wapnia stosowany jest jako fungicyd pod nazwą ciecz kalifornijska (ang. lime sulfur).

## Wielosiarczkowe związki kompleksowe
Wielosiarczki są częstymi ligandami w chemii koordynacyjnej, np. (C
5H
5)
2TiS
5, [Ni(S
4)
2]2−
 lub [Pt(S
5)
3]2−
. Kompleksy tego typu tworzą zarówno metale przejściowe, jak i metale grup głównych.

## Polimery wielosiarczkowe
Polimery wielosiarczkowe zbudowane są z łańcuchów zawierających naprzemiennie reszty węglowodorową i wielosiarczkową: –[(CH2)m-Sx]n–, gdzie x oznacza liczbę atomów siarki w jednostce, a n – liczbę merów. Polimery takie można otrzymać przez kondensację dihalogenku alkilu z wielosiarczkiem nieorganicznym:
n Na
2S
5 + n ClCH
2CH
2Cl → [CH
2CH
2S
5]n + 2n NaCl
Polimery wielosiarczkowe są nierozpuszczalne w wodzie, olejach i wielu rozpuszczalnikach organicznych. Dzięki tej odporności stosowane są jako uszczelniacze nawierzchni, szyb pojazdów i samolotów.

## Polisiarczki w produktach wulkanizowanych
Wiele elastomerów zawiera mostki wielosiarczkowe wprowadzane w procesie wulkanizacji w celu usztywnienia i wzmocnienia materiału (gumy). W trakcie procesu łańcuchy siarkowe łączą ze sobą węgle allilowe (tzn. sąsiadujące z wiązaniem podwójnym C=C) sąsiadujących łańcuchów polimeru.

## Podobne związki
Inne pierwiastki 16 grupy układu okresowego również tworzą związki łańcuchowe. Tlen tworzy jony dwuatomowe np. (nadtlenki M
2O
2 i ponadtlenki MO
2), istnieją także jego trójatomowe jony ozonkowe, O−
3. Selen i tellur tworzą analogiczne do wielosiarczków wieloselenki i wielotellurki.